# KEYMAN -THE HAND OF JUDGMENT-
『KEYMAN THE HAND OF JUDGMENT』（キーマン・ザ・ハンド・オブ・ジャッジメント）はわらいなくによる日本の漫画作品。『月刊COMICリュウ』（徳間書店）にて、2011年6月号から2017年2月号まで連載。
アメリカの架空世界を舞台に、外見が少女の魔女と、ティラノサウルスが獣人化したような容貌の刑事、その他の仲間が、ヒーローとして活躍していた人物の殺害事件の真相を追う物語。アメコミ風味の緻密な作画と効果音（例：「Boooo」、「Woooooo…」など）、アクションシーンなどシリアスな駆け出しからギャグ、お色気、流血描写、サスペンスシーンも盛り込まれた作風が特徴。

## あらすじ
40年ほど前から新生児に獣人種が混ざり始め、人類種と共存している架空の1950年代、アメリカ。5年に渡ってニューホープ・ロックヴィル市の平和を無償で守っていた超人キーマンが、ある日突然、何者かに殺害される。キーマン殺害の犯人を追っていたロックヴィル市警のアレックス・レックス警部は、「Dr.ネクロ」を名乗る少女と出会う。それは、殺害されたキーマンの屍体に刻まれた名前と一致していた。

## 登場人物
アレックス・レックス
物語の主人公。ティラノサウルスの獣人種の男性。ロックヴィル市警の刑事で、階級は警部。
自らの仕事に誇りを持っている根っからの刑事であり、頑固で熱血漢。キーマンのことは警察のお株を奪う存在として、また「法」を逸脱した存在によって犯罪が裁かれるべきではないという信条から、快く思ってはいなかった。
大柄な体格に相応しいパワーとタフネスの持ち主で、その力はキーマン以上の巨体を誇る「BOOBY」を押し出し、「PAR」の体表を蹴りで破壊するほど。手足にある鋭い爪と尻尾を用いての攻撃も得意とする。
かつてサリーと結婚していたが、ある理由により作中では別居している（離婚には至っていない）。
度重なるKEYMANとの戦闘により右手を失い鉤フックになってしまうなどダメージを多く受けてしまい、ピートの件もあってついには刑事を退職するがサリーと衝突しつつも事情を知る一市民として事件を追い続けている。ネクロの娘と称する少女の笑顔はネクロの件もあり苦手。
Dr.ネクロ
アレックスに協力する魔女。人類種。見た目は黒髪の幼い美少女だが、飄々としていながらどこか老成した雰囲気を持つ。
ロンドン出身の自称118歳。仕事仲間の内輪揉めに巻き込まれ、35歳でカリフォルニア・ゴールドラッシュ真っ只中のアメリカへやってきたとのこと。
かつては黒髪の妖艶な美女の姿であり、何らかの理由で幼い姿になってしまった（少なくともロンドンを発つ前までは大人の姿だった）。
幻術でかつての容姿に見せ掛けることは出来るが、その姿は相当に魔力を消耗する。フレディは少女の姿しか見たことがなかった。
本名はデボネア・ヴァイオレット。二重螺旋の世界の扉を開け、キーマンを作り上げた張本人。そして、彼女がキーマンを作ったことが世界に獣人種が生まれるようになったきっかけとなる。

### ロックヴィル市警
ピート・ナイト
ロックヴィル市警の刑事。人類種。男性。アレックスと組まされることが多い。物事を深く考えない軽い性格。巨乳好きで、フロルに好意を持っている。ふざけたことをしてはアレックスにしっぽで叩かれるなどのツッコミを喰らうなど、捜査陣の中では基本的にギャグ要員である。
キーマンのファンで、キーマングッズを集めたり、キーマンのポスターを警察署内に貼りだしたりするなどミーハーな面があるが、ここぞという時には警官らしい活躍をする。実は、かって警邏時代のアレックスに命を助けられた元チンピラであり、「悪を倒し人々を守る(アレックスのような)ヒーロー」に対して真剣な憧れを持っている。キーマンのファンだったのもそのため。
アレックスとサリーの関係を知らなかった。「PHANTOM」達の戦闘に巻き込まれ生死に関わる傷を負うが、かねてより警告していたネクロの問いに答える形で新たなKEYMANとなる。
ウォルター・ゴードン
ロックヴィル市警の刑事。ゴリラの獣人種。男性。アレックスの同僚。階級はアレックスと同じ警部。
眼鏡を掛けており、種族に似合わず理知的で落ち着いた雰囲気を持つ。キーマンのことは街を守る英雄として認めていた。
アレックスに並ぶ体格を持ち、全身が炎に包まれた状態から敵に攻撃を仕掛けるほどのタフネスを備えている。火傷も軽微で済んだ。
アレックスとサリーの関係を知っているが、別居状態であることは知らなかった。
フロル
ロックヴィル市警の警官。人類種。女性。そばかすと赤毛が特徴の美人婦警。
真面目で押しに弱い性格。巨乳でスタイルが良く、作中のお色気担当。後にピートの想いを受け止めて恋人となる。
ジャック・バイクル
ロックヴィル市警に勤務する検死医。亀の獣人種。男性。名古屋弁で喋る。
殺害された初代キーマン、並びに「BOOBY」の検死を担当していた。
キーマンの屍体を解剖しようとするネクロと衝突したこともあるが、後には「信用のおける人物」としてフィルの遺体を預けられている。
署長
ロックヴィル市警の市長。人類種。男性。椅子に立たないと机に手が届かないほど背が低い。
親キーマン派でキーマンを追うアレックス達には非協力的だが、その人気にあやかって市長選に受かりたいだけらしい。
ノーマの暴走による事件を受けて、アレックスにキーマン対策班の結成を指示する。
ブライアン、キース、ブルース、ウルフ、マルス
アレックスとウォルターに招集されたキーマン対策班のメンバー。ウルフのみ獣人種で、他は人類種。
アーロン・ウッドフィールド
ロンドン市警の警部。鷹の獣人種。父親ジョセフ、祖父アンディ、そして彼自身と、親子三代に渡ってDr.ネクロを追っていた。
キーマン対策班のメンバーに釘を刺すなど、捜査においては冷酷なまでに厳格な姿勢を取る一方、父と祖父の無念を晴らすためにネクロを追う熱意を持つ。
ネクロについて独自に調査を進め、後述するスピリオリティ・オブ・スピーシーズにたどり着くなど、その捜査手腕も確か。
両足の爪を使ったキックは、アレックスの爪と互角に打ち合い、肥大化し怪物と化したノーマの肉体を斬り裂くほどの威力を誇る。
キーマン対策班にはICPOの捜査官として紹介されている。

### ロックヴィルの住人
サリー・チャールトン
ロックヴィルポストの記者。カラカルの獣人種。女性。キーマンの日記を所持しており、独自にキーマンの正体を追っている。
実はアレックスの元妻。離婚はしておらず、ある理由からアレックスの方から別れたらしい。
日記を欲しがるアレックスを散々からかって溜飲を下げ、しかも日記を渡さないまま立ち去るなど、したたかな性格。アレックス曰く昔はもう少しまともだったとのこと。
後に上からの圧力によって取材を中止させられたことから、自らが調べ上げた資料や証人に関する情報をアレックスに提供するが、それによって彼女自身にも危険が及ぶこととなる。ネクロの少女態に対しては母性をくすぐられるらしく彼女の面倒を良く見ていた。ネクロが姿を消してからは彼女の娘と称する少女の面倒を見ている。
フレディ
キャバレー「HOLWOOD」の支配人。スピノサウルスの獣人種。男性。オカマ口調で喋る。
かつてネクロと組んで銀行を襲った元強盗。そのせいでネクロに案内役をやらされてしまう。ちなみにその時の稼ぎは全額カジノでスッたらしい。
小悪党だが人情味に溢れた性格をしている。
子供の姿のネクロしか知らなかった。

### キーマン
初代キーマン
5年もの間、無償でロックヴィル・シティを守っていた超人。一般に「キーマン」といえば彼を指す。コードネームは不明。鍵穴は右手の甲にある。
鍵をモチーフにしたマスク、屈強な体躯を包む全身タイツにマントという、まさしくスーパーヒーローといったコスチュームが特徴。
車を持ち上げる怪力、飛行能力、機関銃の掃射を受けて傷一つつかない頑丈な皮膚を持ち、市警に対処出来ないような犯罪に対処してきた。
市民からは絶大な人気を誇っていたが、犯罪者相手に過剰な制裁を加え、故意ではないといえ犯人を死亡させても平然としているなど、世評通りの清廉潔白な人物ではない。
本名はクリント・マッコイ。9歳のころにキーマンとなり、14歳で死亡した。後述するスピリオリティ・オブ・スピーシーズによってキーマンになったと思われる。
第1話でこのキーマンが「PHANTOM」に殺害されたことから物語は始まる。
「PHANTOM」
初代キーマン殺害の犯人とされる男。鍵穴は右手の甲にあり、左手の甲には髑髏の意匠が施されている。
漆黒のロングコート、ぼさぼさの金髪、灰色の顔面は金属じみた質感だが、表情が変わるためにマスクではない。元々かなりの巨躯だが、「コレクション」と道具によって更に着膨れしている。
高い身体能力を誇り、レックスを一撃で殴り飛ばす怪力、「BOOBY」に胴体を貫かれた程度では意に介さないほどの生命力を持つ。
「聖なる御手」と呼ばれる左手はメスの通らないキーマンの身体を傷付けることが可能。しかし、「BIRDY」に切断された左手で身体を損傷させられるなど、その威力は自身にも及ぶ。
キーマン達を殺害してその鍵穴を部位ごと奪い、収集することを目的とする一方、屍体やドアノブはその場に放置して立ち去っている。
コートの内側には鎖とフック、解体用具が収まっており、彼の「コレクション」がぶら下げられている。

### スピリオリティ・オブ・スピーシーズ
「BOOBY」
バー「テリフィック」にてアレックスとネクロを襲った巨躯のキーマン。鍵穴は初代キーマンと同じ左手の甲にある。
胸部と両腕が異様に肥大化しており、怪力と高い耐久力を誇る他、金属状の指を伸ばして敵を刺し貫くことが出来る。
一方で、顔にはガスマスク状の仮面を被り、パイプや胸部の機械で心肺機能を補わなければならないことから、ネクロには失敗作と推測されている。
テリフィックでアレックスを攻撃する一方、ネクロを庇ったことから、彼女に危害を加えず連れ去るように命令されていた模様。
「PHANTOM」によって胴体を切断された上、鍵穴のある両腕を奪われて死亡する。
「PAR」
警察で検死されていた初代キーマンと「BOOBY」の屍体を処分するために現れたキーマン。全身鎧のような鏡面の体表を持つ。鍵穴は後頭部。
当初は炎を発する能力かと思われたが、それはフィル・ハモンドの魔術によるものであり、「PAR」自身は炎をコントロールしていない。実際はダイヤモンドを越える強靭さとナイフのように鋭い皮膚で戦う。が、アレックスの蹴りであっさり破壊されるなど、その硬度には疑問が残る。熱線で壁を切り抜いて登場しようとした所をアレックスに壁ごと蹴倒されたり、炎を操るタイミングが合わずに狼狽する場面があるなど、恰好をつけたがる割に間が抜けた所がある。
アレックスによる尋問を受ける直前、現れた「PHANTOM」に殺害された上、鍵穴のある頭部を持ち去られた。
フィル・ハモンド
「PAR」を援護していた魔術師。肥満体にボロボロの衣服、野放図に伸ばした髭という、ホームレスのような外見をしている。
アブラ・メリン式の鏡面遠隔視と鏡面を利用した空間転移、火トカゲの生贄儀式を組み合わせて、あたかも「PAR」が炎を操っているように見せ掛けていた。
かつてはDr.ネクロの弟子だったが、フランクの配下となっていた。また、ネクロが子供の姿となっていることは知らなかった。
錯乱してエクトプラズムのネクロ（が作った偽物）を強姦しようとするなどの老醜を晒した挙句敗北し、ネクロに尋問されていたところを「EAGLE」の羽根で狙撃されて死亡する。
「BIRDY」
初代キーマンが死亡した後、新たなキーマンとして現れた。鍵穴の場所は不明。
明らかに初代キーマンを意識したコスチュームだが、口元の隠されたマスクなどにデザインの相違が見て取れる。
車を持ち上げる怪力、飛行能力、頑丈な皮膚に加えて、目から怪光線を放ち、切り離された腕を繋げ直すことができる。
最初の事件で活躍して以降、市民にもすぐさま受け入れられたが、その事件は「EAGLE」によって引き起こされたものでもある。
基本的には口数が少なく、無軌道な初代に比べて冷酷な印象を受ける。発言内容からもよりフランクの意向に従って行動していることがわかる。
ノーマ・クロスフォード
キャバレー「フレースヴェルグ」の支配人を務める魔術師。女性。かってネクロの3人の弟子の1人だった。キーマンとなっており、鍵穴は左脚の腿にある。
フランクに対して強い愛情を持ち、彼が執着しているネクロを殺害しようとした。一方、ネクロからは「主体性のない」「尽くすことしかできない女」と酷評されている。
キーマンとしてのコードネームは「EAGLE」。黒衣の鳥のような姿に変身して空を飛ぶ他、羽根を飛ばしてフィルの肉体を溶解させる、車を爆発させるなどの能力を持つ。また、他のキーマンと違って自らを「二重螺旋の世界」に到達したと語り、自身のキャバレーから飛び出すほど巨大な、複数の動物が混ざり合ったキメラのような姿に変身してみせた。もっともそれも、ネクロに言わせればそれすらフランクから借りた力に過ぎないという。
フランク・ヴァイオレット
組織のボスとされる魔術師。男性。人類種。キーマンの製造に関与しているとされる魔術師で、ネクロの息子でもある。獣人種が存在する世界を歪んだものであるとして否定しており、キーマンを用いて獣人種を排除し、世界の歪みを正そうとしている。

## 用語
ニューホープ・ロックヴィル市
単にロックヴィル市とも呼ばれる。アメリカ合衆国に存在する架空の都市。
多数の高層建築が建ち並ぶ一方、キャバレーや秘密クラブなどいかがわしい店も存在する。
キーマン
「鍵を開く者」。人間に魔術的な加工を施すことによって作られた超人の総称。
人類種をベースとして、身体の何処かに表出した鍵穴と、身体に埋め込まれたドアノブを持ち、超人的な身体能力や特殊能力を持っている。
スピリオリティ・オブ・スピーシーズが積極的に製造を行なっている他、Dr.ネクロもその作り方について推測している。
但し、作中で総称としてのキーマンを知る者は少なく、市民は「ヒーローとしてのキーマン」以外のキーマンを知らない。
スピリオリティ・オブ・スピーシーズ
「種の優越性」を意味する名前を持つ獣人差別団体。
メンバーはロックヴィルの富裕層の凡そ25パーセントを占めるとされ、夜な夜な秘密の社交クラブで獣人の虐待ショーの鑑賞などを行なっていた。
しかし、実は何らかの目的でキーマンの製造を行なっている。獣人差別は資金集めの口実に過ぎず、真の目的を知る者は限られている。
事実、ショー用の獣人以外にも人類種の拉致を行なっている他、初代キーマンを宣伝頭としてキーマンの素体を集めていたと思われる。
所属するキーマンはゴルフの打数を示すコードネームを持っている。
獣人種
作中世界における人類の一種。純粋な形の人間は人類種と呼んで区別される。
様々な動物の特徴を持っているが、元々は人間から新生児として生まれたとされており、一種の突然変異と考えられる。
人間より優れた身体能力を誇る一方、その外見からかつて黒人に対して行われたような人種差別を受けている。
40年ほど前から新生児が確認されたとされる。

## 書誌情報
- わらいなく 『KEYMAN -THE HAND OF JUDGMENT-』 徳間書店〈リュウコミックス〉、全13巻
  1. 2011年11月30日発売 ISBN 978-4-19-950273-6
  2. 2012年3月2日発売 ISBN 978-4-19-950289-7
  3. 2012年9月13日発売 ISBN 978-4-19-950308-5
  4. 2013年2月13日発売 ISBN 978-4-19-950326-9
  5. 2013年8月12日発売 ISBN 978-4-19-950352-8
  6. 2014年3月13日発売 ISBN 978-4-19-950387-0
  7. 2014年8月12日発売 ISBN 978-4-19-950410-5
  8. 2015年1月13日発売 ISBN 978-4-19-950432-7
  9. 2015年6月13日発売 ISBN 978-4-19-950458-7
  10. 2015年11月13日発売 ISBN 978-4-19-950481-5
  11. 2016年5月13日発売 ISBN 978-4-19-950508-9
  12. 2016年10月13日発売 ISBN 978-4-19-950533-1
  13. 2017年3月13日発売 ISBN 978-4-19-950559-1